# Samorząd Regionu Al-Batuf
Samorząd Regionu Al-Batuf (hebr. מועצה אזורית אל-בטוף, Mo'atza Azorit al-Batuf; arab. البطوف; oficjalna pisownia w ang. Al-Batuf Regional Council) – samorząd regionu położony w Dystrykcie Północnym, w Izraelu.

## Położenie
Samorząd Regionu jest położona na południowym skraju intensywnie użytkowanej rolniczo Doliny Beit Netofa w Dolnej Galilei. Jedynie jedna wioska (Hamam) leży bardziej na wschodzie u podnóża góry Arbel, w odległości 2 km od jeziora Tyberiadzkiego.

## Demografia
Znajdują się tutaj cztery duże wioski, których mieszkańcy są Arabami i Beduinami. Według danych Centralnego Biura Statystyki w 2010 roku w samorządzie mieszkało 6698 osób. Jest to populacja typowo wiejska. Pod względem wyznaniowym wszyscy są muzułmanami. Według danych z 2009 roku, przyrost naturalny w porównaniu do poprzedniego roku wyniósł 1,8%. W roku tym urodziło się 166 dzieci, a zmarło 11 osób. Całkowity przyrost naturalny wyniósł 155 osób.
| Wiek (w latach) | Procent populacji w % |
| --------------- | --------------------- |
| 0 – 4           | 11,4                  |
| 5 – 9           | 14,5                  |
| 10 – 14         | 14,0                  |
| 15 – 19         | 11,7                  |
| 20 – 29         | 14,0                  |
| 30 – 44         | 19,9                  |
| 45 – 59         | 10,1                  |
| 60 – 64         | 1,5                   |
| 65 –            | 2,9                   |

## Polityka
Samorząd administracyjnie leży w Poddystrykcie Tyberiady w Dystrykcie Północnym. Władze administracyjne Samorządu Regionu znajdują się w wiosce Uzajr. Rada liczy dziewięciu członków.

## Osiedla
| Wioski: - Hamam - Rummana - Rummat al-Hajb - Uzajr |

## Edukacja
We wszystkich czterech wioskach znajdują się szkoły podstawowe, natomiast szkoła średnia jest w wiosce Uzajr. W 2009 roku liczba klas wynosiła 70. Liczba wszystkich uczniów wynosiła 1992.

## Gospodarka
Gospodarka wiosek opiera się na rolnictwie. Wielu mieszkańców pracuje poza wioskami. Według danych z 2009 roku przeciętne miesięczne wynagrodzenie pracowników w samorządzie regionu Al-Batuf wynosiło 3957 szekli (średnia krajowa: 7070 ILS). Zasiłki dla bezrobotnych pobierało 36 osób (w tym 29 mężczyzn).

## Transport
W 2009 roku w regionie znajdowało się 1326 zarejestrowanych pojazdów mechanicznych, w tym 1022 samochodów. W ciągu tego roku doszło do trzech wypadków drogowych.